# Індіан-Бей
Індіан-Бей (англ. Indian Bay) — містечко в Канаді, у провінції Ньюфаундленд і Лабрадор.

## Населення
За даними перепису 2016 року, містечко нараховувало 175 осіб, показавши зростання на 0,6%, порівняно з 2011-м роком. Середня густина населення становила 2 осіб/км².
З офіційних мов обидвома одночасно не володів жоден з жителів, тільки англійською — 175.
Працездатне населення становило 37,5% усього населення, рівень безробіття — 22,2% (0% серед чоловіків та 0% серед жінок). 100% осіб були найманими працівниками, а 0% — самозайнятими.

## Клімат
Середня річна температура становить 4,2°C, середня максимальна – 19,3°C, а середня мінімальна – -12,2°C. Середня річна кількість опадів – 1 062 мм.
| Клімат поселення                              | Клімат поселення | Клімат поселення | Клімат поселення | Клімат поселення | Клімат поселення | Клімат поселення | Клімат поселення | Клімат поселення | Клімат поселення | Клімат поселення | Клімат поселення | Клімат поселення | Клімат поселення |
| Показник                                      | Січ.             | Лют.             | Бер.             | Квіт.            | Трав.            | Черв.            | Лип.             | Серп.            | Вер.             | Жовт.            | Лист.            | Груд.            |                  |
| Середній максимум, °C                         | −1,48            | −1,89            | 1,77             | 6,93             | 11,71            | 16,19            | 18,81            | 19,30            | 14,82            | 9,67             | 4,91             | −0,08            |                  |
| Середня температура, °C                       | −6,61            | −7,04            | −3,38            | 1,76             | 6,55             | 11,04            | 15,54            | 16,01            | 11,56            | 6,40             | 1,65             | −3,35            |                  |
| Середній мінімум, °C                          | −11,78           | −12,21           | −8,54            | −3,4             | 1,39             | 5,86             | 12,26            | 12,75            | 8,28             | 3,12             | −1,62            | −6,61            |                  |
| Норма опадів, мм                              | 79               | 79               | 74               | 77               | 84               | 89               | 87               | 90               | 113              | 108              | 91               | 91               |                  |
| Середньомісячна швидкість вітру, м/с          | 5.39             | 5.23             | 5.30             | 5.30             | 4.90             | 4.76             | 4.40             | 4.56             | 4.96             | 5.30             | 5.36             | 5.40             |                  |
| Середньомісячна сонячна радіація, кДж/м²·день | 3766             | 6641             | 10562            | 14093            | 17091            | 19044            | 18839            | 15782            | 11598            | 6806             | 3917             | 2845             |                  |
| --------------------------------------------- | ---------------- | ---------------- | ---------------- | ---------------- | ---------------- | ---------------- | ---------------- | ---------------- | ---------------- | ---------------- | ---------------- | ---------------- | ---------------- |
| Джерело:                                      |                  |                  |                  |                  |                  |                  |                  |                  |                  |                  |                  |                  |                  |